# Bulletin des lois

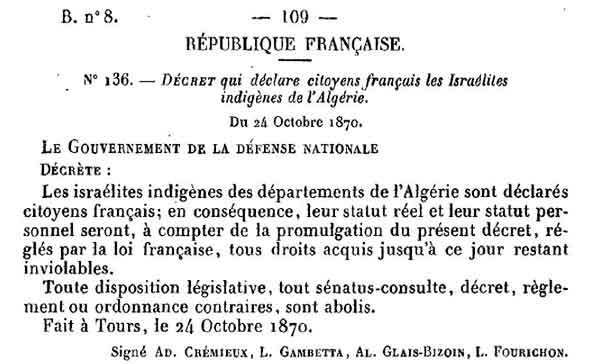
Décret Crémieux publié au Bulletin des lois en 1870.

Le Bulletin des lois était une publication officielle de l'État français, née sous la Révolution et qui perdura jusqu'à la première moitié du XXe siècle. Il a été créé par la loi du 14 frimaire an II (4 décembre 1793), en pleine Terreur révolutionnaire.

## Création et histoire
Dans le désordre de la Terreur, la Convention et le Comité de salut public, soucieux de canaliser et de coordonner les actions, se rendirent compte qu'il fallait créer un organe pour informer les administrations, notamment en province, de ce qui se votait à Paris.
C'est pourquoi la loi du 14 frimaire an II (4 décembre 1793) créa le Bulletin des lois « recueil officiel des lois, ordonnances et règlements qui les régissent », à l'initiative notamment du Montagnard Billaud-Varenne. Une commission fut spécialement créée pour superviser l'envoi de cette publication dans toutes les communes. Le premier numéro du Bulletin des lois parut seulement le 22 prairial an II (10 juin 1794). Un décret du 31 mars 1931 mit fin à son existence à partir du 1er avril suivant.
Il changea plusieurs fois de titre au cours de son existence, en fonction du régime politique de la France,.
| Série          | Régime politique            | Début             | Fin               | Parties                         | Nb de bulletins | Nb de lois |
| -------------- | --------------------------- | ----------------- | ----------------- | ------------------------------- | --------------- | ---------- |
| 1re série      | Convention nationale        | 21 septembre 1792 | 26 octobre 1795   | Partie unique                   | 205             | 1 233      |
| 2e série       | Directoire                  | 26 octobre 1795   | 9 novembre 1799   | Partie unique                   | 345             | 3 535      |
| 3e série       | Consulat                    | 9 novembre 1799   | 18 mai 1804       | Partie unique                   | 356             | 3 745      |
| 4e série       | Premier Empire              | 18 mai 1804       | 6 avril 1814      | Partie unique                   | 566             | 10 254     |
| 5e série       | Règne de Louis XVIII        | 6 avril 1814      | 20 mars 1815      | Partie unique                   | 97              | 841        |
| 6e série       | Cent-Jours                  | 20 mars 1815      | 7 juillet 1815    | Partie unique                   | 44              | 318        |
| 7e série       | Règne de Louis XVIII        | 8 juillet 1815    | 16 septembre 1824 | Partie unique                   | 698             | 17 812     |
| 8e série       | Règne de Charles X          | 16 septembre 1824 | 2 août 1830       | Partie unique                   | 375             | 15 810     |
| 9e série       | Règne de Louis-Philippe Ier | 9 août 1830       | 24 février 1848   | 1re Partie                      | 155             | 358        |
| 9e série       | Règne de Louis-Philippe Ier | 9 août 1830       | 24 février 1848   | 2e Partie – 1re Section         | 1 455           | 14 303     |
| 9e série       | Règne de Louis-Philippe Ier | 9 août 1830       | 24 février 1848   | 2e Partie – 2e Section          | 937             | 22 889     |
| 10e série      | Deuxième République         | 24 février 1848   | 1er décembre 1852 | Partie principale               | 598             | 4 623      |
| 10e série      | Deuxième République         | 24 février 1848   | 1er décembre 1852 | Partie supplémentaire           | 290             | 7 775      |
| 11e série      | Second Empire               | 2 décembre 1852   | 3 septembre 1870  | Partie principale               | 1 858           | 18 168     |
| 11e série      | Second Empire               | 2 décembre 1852   | 3 septembre 1870  | Partie supplémentaire           | 1 596           | 27 428     |
| 12e série      | Troisième République        | 4 septembre 1870  | 31 décembre 1908  | Partie principale               | 3 048           | 52 403     |
| 12e série      | Troisième République        | 4 septembre 1870  | 31 décembre 1908  | Partie supplémentaire           | 4 350           | 86 670     |
| Nouvelle série | Troisième République        | 1er janvier 1909  | 31 janvier 1931   | Partie principale (1re section) | 529             | 39 240     |
| Nouvelle série | Troisième République        | 1er janvier 1909  | 31 janvier 1931   | Partie principale (2e section)  | 80              | 1 743      |
| Nouvelle série | Troisième République        | 1er janvier 1909  | 31 janvier 1931   | Partie supplémentaire           |                 |            |